# Epidendreae
Epidendreae é uma tribo neotropical de plantas da família das orquídeas (Orchidaceae) que pertence a subfamília Epidendroideae no grupo das "Epidendroideas superiores". Está dividida em seis subtribos, incluindo cerca de 120 gêneros e mais de 6000 espécies.
As espécies desta tribo estão entre as preferidas dos colecionadores de orquídeas pois incluem algumas dos gêneros mais populares, como Laelia, Cattleya e Encyclia, como também espécies pequenas, particularmente os gêneros  Dracula, Dryadella, Masdevallia e Restrepia.

## Filogenia
As relações filogenéticas dentro da subfamília Epidendroideae são complicadas entre as Tribos Epidendreae e Arethuseae que foram fixadas com parcimônia e modelo baseado em dados de análises individuais da sequência de DNA. Apesar da ausência resultados conclusivos com respeito a ligações de base para algumas das relações, encontrou-se um consenso pelo qual a maior parte dos clados estariam presentes em mais de uma análise individual.
Os limites das Tribos Arethuseae e Epidendreae são distintos na maior parte dos sistemas classificatórios de orquídeas baseados na morfologia, mas se correspondem em nas menos comprensíveis análises filógenéticas anteriores. Aqui seguimos a taxonomia publicada em Genera Orchidacearum que separa Arethuseae em tribo independente de Epidendreae.

## Taxonomia da Tribo Epidendreae

### SubtriboBletiinaeBentham
É composta por plantas grandes de crescimento cespitoso e rizoma carnoso e espesso, com pseudobulbos tuberiformes anelados de folhas lanceoladas, muitas vezes semi ou totalmente enterrados. A longa inflorescência é ereta, com flores grandes e vistosas de coluna com polinário sem caudículo, retináculo pequeno ou rudimentar e oito polínias. Três gêneros.
- Basiphyllaea Schlechter
- Bletia Ruiz e Pavón
- Hexalectris Rafinesque

### Subtribo Chysinae Schlechter
É composta por plantas de crescimento subcespitoso, cujos caules formam pseudobulbos fusiformes com folhas dísticas apresentando inflorescência lateral. Só um gênero.
- Chysis Lindley

### Subtribo Coeliinae Dressler
É composta por plantas epífitas de crescimento cespitoso, cujos caules formam pseudobulbos globosos com folhas diversas terminais conduplicadas apresentando inflorescência lateral. Só um gênero.
- Coelia Lindley

### SubtriboPoneriinaePfitzer
É composta por plantas de crescimento cespitoso, cujos caules nem sempre formam pseudobulbos e apresentam diversas folhas dísticas e inflorescência lateral com flores de labelo livre, somente pendurado no pé da coluna. Quatro gêneros.
- Helleriella A.D.Hawkes
- Isochilus R. Brown
- Nemaconia Knowles e Westc.
- Ponera Lindley

### Subtribo Laeliinae Bentham
É composta por plantas de crescimento cespitoso reptante ou escandente, cujos caules nem sempre formam pseudobulbos;  unifoliadas ou com diversas folhas dísticas e inflorescência terminal ou pseudo-lateral com flores de labelo livre, somente pendurado no pé da coluna ou com flores de labelo amplamente preso à coluna, esta sem prolongamento podiforme; quando suas flores apresentam oito polínias então estas são de dois tamanhos e o ovário não é articulado com pedicelo, este é caduco. Divide-se entre quarenta e sessenta gêneros conforme a referência consultada.

### Subtribo Pleurothallidinae Lindley ex G.Don
É composta por plantas de crescimento cespitoso reptante ou escandente, cujos caules nunca formam pseudobulbos;  unifoliadas; com inflorescência terminal ou lateral com flores de labelo livre, somente pendurado no pé da coluna; quando suas flores apresentam oito polínias então estas são do mesmo tamanho e o ovário é articulado com pedicelo, este é persistente. Conforme a referência consultada, divide-se entre 37 (Genera Orchidacearum) e 112 (Luer) gêneros.